# Jayden Struble
Jayden Struble (Cumberland, Rhode Island, 8 de septiembre de 2001) es un jugador profesional estadounidense de hockey sobre hielo que se desempeña en la posición de defensor izquierdo en Montreal Canadiens, equipo de la National Hockey League (NHL).

## Carrera
Fue seleccionado en la segunda ronda en la NHL Entry Draft de 2019. En 2023 hizo su debut profesional con el equipo Montreal Canadiens, donde lleva jugando una temporada.